# هارتفوردشير
 هارتفوردشير  (تختصر  Herts ) هي من المقاطعات غير الحضرية في إنجلترا، بإقليم شرق إنجلترا. حاضرتها مدينة هارتفورد. عدد السكان 1,078,400 نسمة. والمساحة الكلية 1,643 كم2.

## الموقع
المقاطعة هي واحدة من المقاطعات الرئيسية الداخلية، وتحدها لندن الكبرى، باكينجهامشير، بيدفوردشير، كامبريدجشير، اسكس. وهي مسقط رأس البابا أدريان الرابع، البابا الوحيد للفاتيكان من الجزر البريطانية.

## أعلام
- وليام لامب
- روبرت سيسل
- إريك موركم
- ليدي كارولين لامب
- هارولد ألكسندر
- إدموند لانغلي
- فرانسيس بيكون
- جورج تشابمان
- تالولا رايلي
- سارة تشرشل